# Šutna, Kranj
Šutna je naselje v Mestni občini Kranj.

## Galerija
- Šutna, panoramski posnetek.
- Mladiča Bele štorklje v gnezdu (julij, 2019), postavljenem na Šutni[2]. Oba imata nameščen obroček.
- Bela štorklja (znanstveno:Ciconia ciconia), mladiča leta 2019, na polju med naseljem Šutna in Dorfarje.